# Lijst van burgemeesters van Zuidwolde
Dit is een lijst van burgemeesters van de voormalige Nederlandse gemeente Zuidwolde in de provincie Drenthe. Zuidwolde is in 1998 opgegaan in de nieuwe gemeente De Wolden.
| Ambtsperiode | Naam burgemeester                | Partij of stroming | Bijzonderheden                                                       |
| ------------ | -------------------------------- | ------------------ | -------------------------------------------------------------------- |
| 1812 - 1841  | Freerk Lukas Steenbergen         |                    |                                                                      |
| 1841 - 1842  | Hendrik Jan Carsten              |                    |                                                                      |
| 1842 - 1857  | Jan Luchies Nijsingh             |                    |                                                                      |
| 1857 - 1864  | Lodewijk Hendrik van Sonsbeeck   |                    |                                                                      |
| 1864 - 1865  | Jhr. George Anthony Clifford     |                    |                                                                      |
| 1865 - 1873  | Mello baron de Vos van Steenwijk |                    |                                                                      |
| 1874 - 1876  | Jhr. Jan van Beyma               |                    |                                                                      |
| 1876 - 1885  | Johannes Pottinga                |                    |                                                                      |
| 1885 - 1898  | Lucas Engelenburg                |                    |                                                                      |
| 1898 - 1934  | Marius Tonckens                  |                    |                                                                      |
| 1934 - 1942  | Harm Boelems                     | CHU / NSB          | later burgemeester van Assen                                         |
| 1943 - 1945  | Waldrik Udema                    | NSB                |                                                                      |
| 1945 - 1955  | Harm Jans                        |                    |                                                                      |
| 1955 - 1978  | Mr. Nicolaas Wessels Boer        |                    | voorheen burgemeester van Oosterhersselen                            |
| 1978 - 1993  | Wim Vuursteen                    | VVD                | voorheen burgemeester van Oosterhesselen                             |
| 1993 - 1998  | Sjoerd Kremer                    | VVD                | aansluitend de eerste burgemeester van de nieuwe gemeente De Wolden. |